# Spinasteron nigriceps
Espèce
Spinasteron nigriceps est une espèce d'araignées aranéomorphes de la famille des Zodariidae.

## Distribution
Cette espèce est endémique du Territoire du Nord en Australie.

## Description
Le mâle holotype mesure 4,2 mm.

## Publication originale
- Baehr, 2003 : Three new endemic genera of the Asteron-complex (Araneae: Zodariidae) from Australia: Basasteron, Euasteron, and Spinasteron. Memoirs of Queensland Museum, vol. 49, no 1, p. 1-27 (texte intégral).